# سان فرانسيسكو جاينتس
سان فرانسيسكو جاينتس هو فريق كرة قاعدة أمريكي أٌسس عام 1883. يلعب الفريق في دوري كرة القاعدة الرئيسي.